# مکماهونز کریک، ویکتوریا
مکماهونز کریک (به انگلیسی: McMahons Creek) یک منطقهٔ مسکونی در استرالیا است که در ویکتوریا (استرالیا) واقع شده‌است.